# Вогулка (Алапаєвський міський округ)
Вогу́лка (рос. Вогулка) — присілок у складі Алапаєвського міського округу (Верхня Синячиха) Свердловської області.
Населення — 186 осіб (2010, 244 у 2002).
Національний склад населення станом на 2002 рік: росіяни — 94 %.